# الإخوة المهربون
الاخوة المهرّبون (بالفارسية: بَرَادَرَانْ قَاچَاقْ چِي) هو مصطلح استعمله محمود أحمدي نجاد رئيس الجمهورية الإسلامية الإيرانية لتوصيف المهرّبون الذين لديهم صلات بالقيادات الإيرانية. تكلم نجاد في المؤتمر الخاص بايجاد الطرق الحديثة والمتطورة لمكافحة تهريب السلع والعملات، عن أشخاص يملكون موانئ خارجة عن مراقبة إدارة الجمارك وتنقل عبرها السلع الغير شرعية بشكل واسع."اتصال قنوات التهريب بذوي المناصب العليا، و (الاخوة المهرّبون) مصطلح اثار الجدل عندما استعمله نجاد في ذلك المؤتمر. اعقبت تصريحات نجاد ردود فعل قيادات الحرس الثوري الإيراني و اعتبر اللواء محمد علي جعفري قائد الحرس الثوري الإيراني بان تصريحات نجاد موضوع انحرافي. لكنه اكد بان الحرس الثوري يمتلك عدة موانئ، ولا يستعملها لنقل السلع التجارية. بعد الردود الفعل الناتجة من تصريحات نجاد، نفي الموقع الإلكتروني الخاص بمكتب الرئيس، تصريحات محمود أحمدي نجاد. توكد الاحصائيات عن وجود أكثر من 80 منفذ غير شرعي علي السواحل الإيرانية وتمتلك محافظة هرمزغان الواقعة في جنوب إيران والساحل الشمالي للخليج العربي، أكثر من أربعون منفذاً غير شرعياً. أكد نجاد في تصريحاته لزوم اغلاق هذه الموانئ الغير شرعية.

## الصلات الخارجية
- تصریحات احمدی نجاد و استعماله مصطلح الاخوة المهرّبون على يوتيوب